# 大和龍門
大和 龍門（やまと りゅうもん、本名非公開、1956年〈昭和31年〉11月26日 - ）は、日本の武道家。 
無双館代表、一刀棒宗主、闘剣創始者、居合道教士七段、をそれぞれ自称する。鹿児島県出身、血液型はA型、愛称はシショーである。
3歳で真剣を握り、居合道へ入門して鹿児島大道館で剣道を習う。集成学舎士塾で士魂教育を受け、少年部より無双直伝英信流正統第二十代宗家河野百錬の全日本居合道連盟で育つ。
後に父の日本居合道連盟理事長より勘当されて破門宣告を受けるが、10年後に和解して日本居合道連盟理事を経て独立する。

## 略歴
- 1956年（昭和31年） - 誕生。
- 1959年（昭和34年） - 3歳で真剣を握り居合道を開始。
- 1960年（昭和35年） - 鹿児島の大道館にて剣道を開始。
- 1961年（昭和36年） - 集成学舎にて士魂教育を開始。
- 1991年（平成3年） - 後に無双館となる大和クラブを始める。
- 1997年（平成9年） - 無双庵を開設。
- 1997年（平成9年） - 袋竹刀での居合道試合 禅刀道を創設。
- 1998年（平成10年） - 無双庵を無双館と改名。
- 1998年（平成10年） - ノックアウト剣道 闘剣を創設。
- 2008年（平成20年） - 木刀居合道を開始。
- 2010年（平成22年） - 武士道トレーニング考案。
- 2013年（平成25年） - 無刀居合道「一刀棒」宗主となる。

## 人物
著書などで、10代から20代は、迷い、挫折、中途半端を繰り返したと語っており、中学校時代は剣道に没頭して大将を務め、南洲神社大会、中学校新人大会、鹿児島市内中学校剣道大会、鹿児島県下中学校剣道大会などで優勝する。
剣を持って人間を高めるとしてTV番組など出演し、『ガチンコ!』では「お前ら喧嘩しろ！」「喧嘩する迄オレは此処を動かねぇからな！」「お前らホームラン級の馬鹿だな！」「『いただきます』が言えなかったらよ、メシ喰うな!!」などと番組参加者へ理不尽な暴言や暴力を振るうパワーハラスメントを繰り返して教育上不適切と抗議が殺到し、のちに「大和龍門大苦情SP」として不良少年達と大人や大学生達が大和を批判する企画が行われた。

## 大和クラブ
1991年（平成3年）に大和クラブを設立する。外交官、弁護士、医師他、各界著名人を中心にマンツーマン方式でスタートし、現在の無双館の前身であり基盤となったエグゼクティブ居合道クラブである。

## 著書
- 大和龍門サムライ人間論（2002年、KKベストセラーズ） ISBN 4-584-15942-4
- 悩める子羊、虎になれ（2002年、ブックマン社） ISBN 4-89308-500-X

## DVD
- 闘剣/大和龍門（2006年、クエスト）
- 木刀居合入門①/大和龍門（2008年、BABジャパン）
- 木刀居合入門②/大和龍門（2008年、BABジャパン）
- 武士トレ（2010年、クエスト）
- 武士の礼法（2010年、クエスト）

## 出演
- ガチンコ!（TBS）
コーナー「大検ハイスクール」及び「BE-BOP予備校塾長」に出演
- ファイトTV24・やればできるさ!（TBS）
コーナー「トーククラブ」に出演
- アグレッシブですけど、何か?（広島ホームテレビ）
- 爆報! THE フライデー （TBS）
「あの人は今…緊急大追跡」に出演